# Texasetes
Texasetes là một chi khủng long, được Coombs mô tả khoa học năm 1995.